# 鸡场乡 (大方县)
鸡场乡，是中华人民共和国贵州省毕节市大方县一个已撤销的乡。
2013年4月28日，贵州省人民政府批复同意大方县部分乡镇行政区划调整，撤销鸡场乡，将其所辖行政区域划归黄泥塘镇。